# Bruck (Berg)
Bruck ([bʁʊk] )  ist ein Gemeindeteil der Gemeinde Berg im Landkreis Hof (Oberfranken, Bayern).

## Lage
Das Dorf Bruck befindet sich östlich von Berg und der Bundesautobahn 9 in einer landwirtschaftlich mosaikartig angelegten Feldflur in seiner Gemarkung. Die Staatsstraße 2692 verbindet den Gemeindeteil mit den Dörfern im Umfeld der Mittelgebirgslage.

## Geschichte
Im Haupt- und Nebenerwerb bewirtschaften die Bauern ihr Land.
Am 1. Mai 1978 wurde Bruck in die Gemeinde Berg eingegliedert.